# Itoigawa

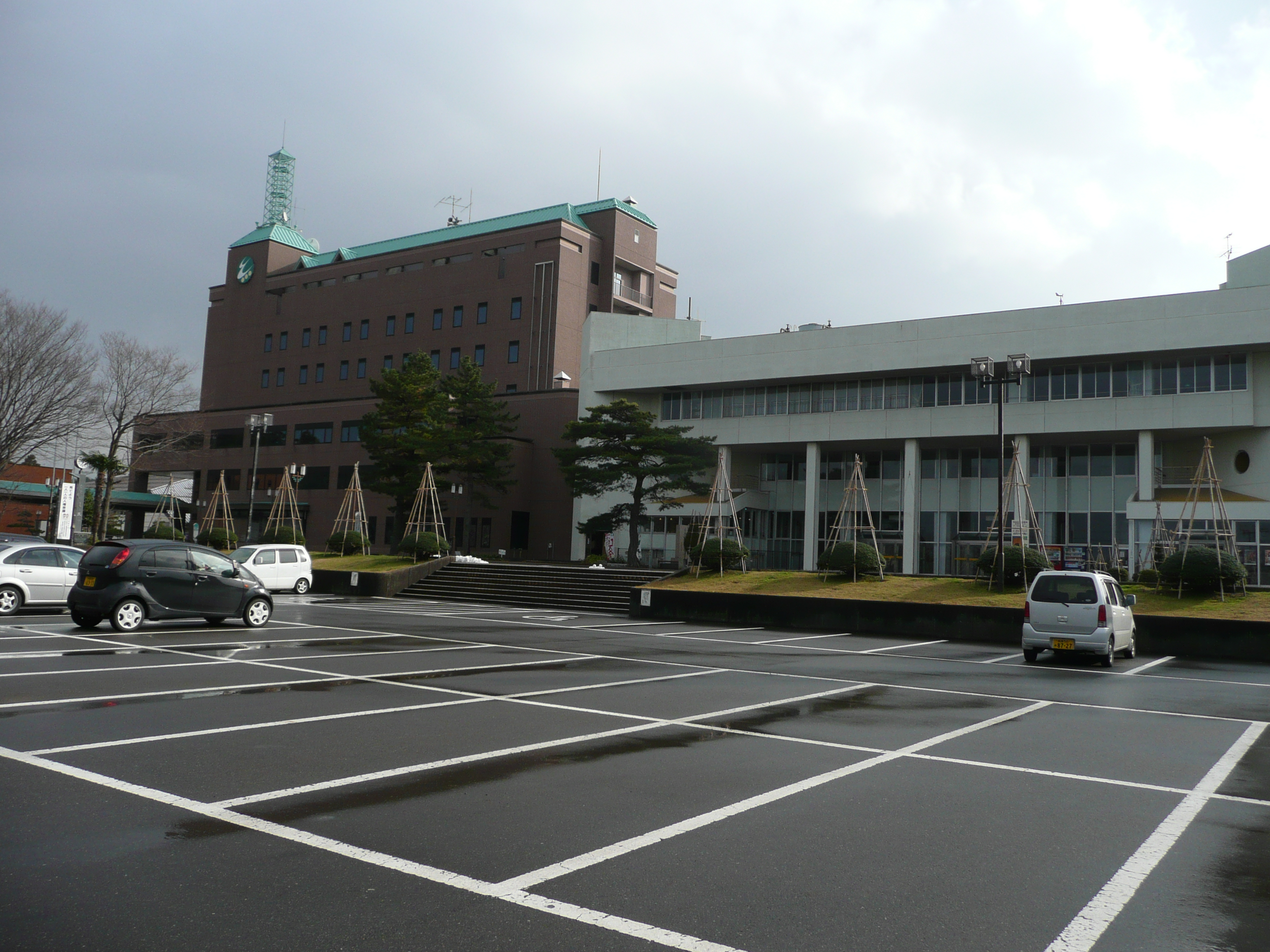
Uma chancelaria do governo

Itoigawa (糸魚川市 -shi) é uma cidade japonesa localizada na província de Niigata.
Em 2003 a cidade tinha uma população estimada em 31 153 habitantes e uma densidade populacional de 66,76 h/km². Tem uma área total de 466,62 km².
Recebeu o estatuto de cidade a 1 de Junho de 1954.